# 5957 Irina
5957 Irina eller 1988 JN är en asteroid i huvudbältet som upptäcktes den 11 maj 1988 av det amerikanska astronom paret Eugene M. och Carolyn S. Shoemaker vid Palomar-observatoriet. Den är uppkallad efter Irina Victorovna Farquhar, hustrun till NASA-arbetaren Robert W. Farquhar.
Asteroiden har en diameter på ungefär femton kilometer och den tillhör asteroidgruppen Alauda.